# آمبرا هلث
آمبرا هلث (به انگلیسی: Ambra Health)، یک شرکت نرم‌افزاری است که راه حل‌هایی را برای به اشتراک گذاری تصاویر پزشکی از داده‌های دایکام و غیر دایکام بین بیماران، پزشکان و بیمارستان‌ها ارائه می‌دهد.

## تاریخچه
این شرکت با نام DICOM Grid, Inc تأسیس شد. این شرکت در سال ۲۰۰۴ اقدام به ساخت تصویربرداری دیجیتال پزشکی بر روی یک پلت فرم مبتنی بر ابر کرد. DICOM Grid پلتفرم مبتنی بر ابر خود را به عنوان DG Suite راه‌اندازی کرد که امکان ذخیره تصویربرداری پزشکی و داده‌های سلامت را در پلتفرم خود فراهم می‌کند که می‌تواند توسط ارائه‌دهندگان مراقبت‌های بهداشتی و بیماران قابل دسترسی و اشتراک‌گذاری باشد. این پلتفرم بعداً تحت قانون قابلیت حمل و پاسخگویی بیمه سلامت (HIPAA) تأیید شد. از سال ۲۰۱۴ تا ۲۰۱۷ به‌طور مداوم بهترین جوایز KLAS را دریافت کرد و همچنین جایزه SIIA CODiE 2016 را دریافت کرد.در سپتامبر ۲۰۱۶، این شرکت نام تجاری خود را به آمبرا هلث یک DBA از DICOM Grid Inc تغییر داد. از سال ۲۰۱۷، این شرکت ادعا می‌کند که ۷۵۰ ارائه دهنده مراقبت‌های بهداشتی از پلتفرم خود استفاده می‌کنند.

## محصولات و خدمات
- نمایش تصاویر دایکام و غیر دایکام
- به اشتراک گذاری تصاویر پزشکی
- سامانه بایگانی و تبادل تصویر مبتنی بر محاسبات ابری
- دارای تکنولوژی (VNA) (تصاویر و اسناد در یک فرمت استاندارد با یک رابط استاندارد ذخیره می‌شوند)